# Agolius abdominalis
Agolius abdominalis är en skalbaggsart som beskrevs av Franco Andrea Bonelli 1812. Agolius abdominalis ingår i släktet Agolius och familjen Aphodiidae.

## Underarter
Arten delas in i följande underarter:
- A. a. tatrensis
- A. a. emilianus
- A. a. pecoudi
- A. a. balazuci